# 威廉·库欣
威廉·库欣（英語：William Cushing；1732年3月1日—1810年9月13日）或译为威廉·顾盛，马萨诸塞州人，1789－1810年担任美国最高法院大法官， 为华盛顿总统任命的美国最早六位大法官之一，也是华盛顿任命的所有大法官中任期最长的一位，参与了著名的奇泽姆诉乔治亚州案审判。

## 美国最高法院大法官
威廉·库欣谦虚高尚，受众多美国开国者尊敬。华盛顿总统最开始任命另一位政治家担任美国最高法院首席大法官，却被国会否决。于是，华盛顿提名威廉·库欣， 国会这一次则一致通过。曾经在一次聚会中，华盛顿当着众人的面叫威廉·库欣坐到自己右边，并称呼其首席大法官。但由于身体原因和高尚品德，威廉·库欣在上任前几天婉拒了华盛顿邀请担任首席大法官，他继续留任美国最高法院排名第二的副法官长（Associate Chief Justice)，一段时间也代理首席法官处理事物。他是惟一一位坚持戴假发（当时一种流行的习惯）的最高法院大法官。威廉·库欣的父亲和爷爷都叫John Cushing，外公是Samuel Thaxter，他们都为当时马萨诸塞州的名望人士。
威廉·库欣作为美国最高法院大法官中最德高望重的一位法官，还主持了华盛顿总统第二任期的任职仪式，华盛顿当着他的面宣誓担任美国总统。